# Ayerbe
Ayerbe je španělská obec v autonomním společenství Aragonie, v provincii Huesca.
Leží v terciérním údolí, nalevo od řeky Gállego, ve výšce 582 m nad mořem, 28 km severozápadně od města Huesca na silnici A-132 do Pamplony. Nachází se zde vlakové nádraží trati Huesca – Jaca – Canfranc.
V centru města se nachází dvě náměstí s palácem Markýzů z Ayerbe, vyhlášeným 3. června 1931 Historickým monumentem.
V říjnu se zde pořádá tzv. houbařský (mykologický) týden. Místní veřejná knihovna vlastní největší množství aragonských knih o houbách.

## Radnice

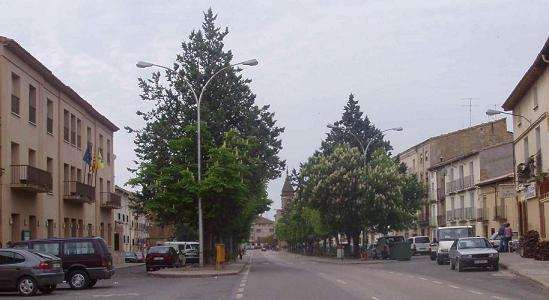
Centrum Ayerbe

Pod obec spadají i osady Losanglis a Fontellas.
| Funkční období | Jméno                             | Politická příslušnost |
| -------------- | --------------------------------- | --------------------- |
| 1979–1983      | D .José Antonio Sarasa Torralba   | PSOE                  |
| 1983–1987      | D. Agustín Aylagas García         | PAR                   |
| 1987–1991      | D. Agustín Aylagas García         | PAR                   |
| 1991–1995      | Dña. Mª Carmen Gállego Villamayor | PAR                   |
| 1995–1999      | Dña. Mª Carmen Gállego Villamayor | PAR                   |
| 1999–2003      | D. José Antonio Sarasa Torralba   | PSOE                  |
| 2003–2007      | D. José Antonio Sarasa Torralba   | PSOE                  |

## Jazyk
Od počátku 20. století se v Ayerbe mluví aragonštinou, lépe řečeno jižní aragonštinou.
Na počátku 20. století se začalo učit ve španělštině a kantoři učili své žáky, že aragonština je jazykem hovorovým a že s ní hovoří pouze lidé nevzdělaní a negramotní.
Dnes jsou dle zákona úřední dva jazyky: španělština a aragonština. Aragonština se ale vytrácí.

## Demografie
| 1900  | 1910  | 1930  | 1940  | 1950  | 1960  | 1970  | 1981  | 1986  | 1992  | 1999  | 2004  | 2005  | 2006  |
| ----- | ----- | ----- | ----- | ----- | ----- | ----- | ----- | ----- | ----- | ----- | ----- | ----- | ----- |
| 2 546 | 2 523 | 2 480 | 2 430 | 2 409 | 2 180 | 1 895 | 1 356 | 1 328 | 1 198 | 1 111 | 1 092 | 1 097 | 1 112 |

## Kulturní dědictví
- Palác Markýzů z Ayerbe
- Torre del reloj
- Kostel Sv. Petra
- Torre de San Pedro
- Stará nemocnice
- Castillo musulmán
- Los Muros
- Ermita de San Miguel
- Ermita de Nuestra Señora de Casbas
- Ermita de Santa Lucía
- Ermita de San Pablo